# Thomas Hall (kanotist)
Thomas Hall, född den 21 februari 1982 i Montréal, Kanada, är en kanadensisk kanotist.
Han tog OS-brons i C-1 1000 meter i samband med de olympiska kanottävlingarna 2008 i Peking.